# La Chapelle-Saint-André
La Chapelle-Saint-André is een gemeente in het Franse departement Nièvre (regio Bourgogne-Franche-Comté) en telt 337 inwoners (2009). De plaats maakt deel uit van het arrondissement Clamecy.

## Geografie
De oppervlakte van La Chapelle-Saint-André bedraagt 26,5 km², de bevolkingsdichtheid is 12,4 inwoners per km².
De onderstaande kaart toont de ligging van La Chapelle-Saint-André met de belangrijkste infrastructuur en aangrenzende gemeenten.

## Demografie
Onderstaande figuur toont het verloop van het inwonertal (bron: INSEE-tellingen).